# Antiche unità di misura del circondario di Terranova di Sicilia
Sono qui riportate le conversioni tra le antiche unità di misura in uso nel circondario di Terranova di Sicilia e il sistema metrico decimale, così come stabilite ufficialmente nel 1877; non si riportano le unità di misura e di peso stabilite con la riforma del 1809, rese uniformi nell'intero Regno di Sicilia.
Nonostante l'apparente precisione nelle tavole, in molti casi è necessario considerare che i campioni utilizzati erano di fattura approssimativa o discordanti tra loro.

## Misure di lunghezza
Nel 1877 sono indicate in uso solo le unità ufficiali del 1809.

## Misure di superficie
Nel 1877, oltre alle unità ufficiali del 1809, sono indicate in uso alcune misure abusive.
| Comuni         | Denominazione | Valore   | Unità |
| -------------- | ------------- | -------- | ----- |
| Tutti i comuni | Salma         | 34297,43 | m²    |
| Tutti i comuni | Tomolo        | 2143,59  | m²    |

La salma abusiva si divide in 16 tomoli.
Il tomolo è di 512 canne quadrate abolite di Palermo.

## Misure di volume
Nel 1877 sono indicate in uso solo le unità ufficiali del 1809.

## Misure di capacità per gli aridi
Nel 1877, oltre alle unità ufficiali del 1809, sono indicate in uso alcune misure abusive.
| Comuni                                | Denominazione               | Valore   | Unità |
| ------------------------------------- | --------------------------- | -------- | ----- |
| Tutti i comuni                        | Salma per frumento e legumi | 343,8611 | L     |
| Mazzarino, Butera, Niscemi, Terranova | Salma per legumi            | 429,8263 | L     |
| Riesi                                 | Salma per legumi            | 412,6333 | L     |

Negli usi di consuetudine locale la salma si considera divisa in 16 tomoli.
La salma per frumenti e legumi usata in tutti i comuni del Circondario è di 20 tomoli rasi.
La salma per fave di Mazzarino è di Tomoli rasi 25.
La salma per legumi di Riesi è di 24 tomoli rasi.

## Misure di capacità per i liquidi
Nel 1877, oltre alle unità ufficiali del 1809, sono indicate in uso alcune misure abusive.
| Comuni    | Denominazione   | Valore   | Unità |
| --------- | --------------- | -------- | ----- |
| Terranova | Salma per mosto | 288,8433 | L     |
| Terranova | Salma per vino  | 275,0888 | L     |
| Butera    | Salma per mosto | 357,6155 | L     |
| Butera    | Salma per vino  | 343,8611 | L     |
| Mazzarino | Salma per mosto | 275,0888 | L     |
| Mazzarino | Salma per vino  | 247,5800 | L     |
| Niscemi   | Salma per mosto | 195,3131 | L     |
| Niscemi   | Salma per vino  | 181,5586 | L     |
| Riesi     | Salma per mosto | 343,8611 | L     |
| Riesi     | Salma per vino  | 275,0888 | L     |

La salma per mosto e la salma per vino di Terranova si dividono in 16 quartare, la quartara da mosto e la quartara da vino in due lancelle, la lancella da mosto in quartucci legali 10 1/2, la lancella da vino in quartucci legali 10.
La salma da mosto e quella da vino di Butera si dividono in 16 quartare, la quartara da mosto in 26 quartucci legali, e la quartara da vino in 25 quartucci legali.
La salma per mosto e la salma per vino di Mazzarino si dividono in 10 quartare, la quartara da mosto in 10 quartucci, la quartara da vino in 9 quartucci, il quartuccio tanto da mosto che da vino è doppio del quartuccio legale.
La salma da mosto e quella da vino di Niscemi si dividono in 16 quartare, la quartara da mosto è di quartucci legali 14 1/5, la quartara da vino è di quartucci legali 13 1/5.
La salma da mosto di Riesi si divide in 20 quartare, la salma da vino in 16 quartare, la quartara in 20 quartucci legali.
| Comuni                        | Denominazione                          | Valore    | Unità |
| ----------------------------- | -------------------------------------- | --------- | ----- |
| Terranova di Sicilia, Niscemi | Cafiso di rotoli 12 1/2 = 9,918 kg     | 10,745658 | L     |
| Butera, Riesi                 | Cafiso di rotoli 10 = 7,934 kg         | 8,596527  | L     |
| Mazzarino                     | Cafiso di rotoli 13,26 1/4 = 11,009 kg | 11,927681 | L     |

## Pesi
Nel 1877, oltre alle unità ufficiali del 1809, sono indicate in uso alcune misure abusive.
| Comuni         | Denominazione            | Valore    | Unità |
| -------------- | ------------------------ | --------- | ----- |
| Tutti i comuni | Rotolo                   | 793,420   | g     |
| Tutti i comuni | Oncia grossa             | 66,118333 | g     |
| Tutti i comuni | Trappeso per gli orefici | 0,881578  | g     |

Il rotolo diviso in 30 once è usato in Terranova ed altri comuni come peso locale detto alla sottile.
In Riesi il rotolo diviso in 12 once alla grossa è usato di preferenza come peso locale alla grossa.
Cento rotoli fanno un cantaro.
La libbra mercantile si usa egualmente dai farmacisti e dagli orelici.
Gli orefici dividono la libbra in 12 once, l'oncia in 30 trappesi, il trappeso in 16 cocci o danari.

## Territorio
Nel 1874 nel circondario di Terranova di Sicilia erano presenti 5 comuni divisi in 5 mandamenti.
- Butera • Butera
- Mazzarino • Mazzarino
- Niscemi • Niscemi
- Riesi • Riesi
- Terranova di Sicilia • Terranova di Sicilia